# V Sušinách
V Sušinách (550 m n. m.) je vrch v okrese Svitavy v Pardubickém kraji. Leží asi 0,5 km severozápadně od obce Budislav na jejím katastrálním území.

## Geomorfologické zařazení
Geomorfologicky vrch náleží do celku Svitavská pahorkatina, podcelku Loučenská tabule, okrsku Novohradská stupňovina a podokrsku Novohradské kuesty.